# Panoší Újezd
Panoší Újezd település Csehországban, Rakovníki járásban. Panoší Újezd Krakovec, Slabce, Hvozd, Malinová és Pavlíkov településekkel határos. Lakosainak száma 281 fő (2024. január 1.).

## Népesség
A település lakosságának változását az alábbi diagram mutatja:
| Lakosok száma | 540  | 513  | 514  | 344  | 288  | 293  | 289  | 283  | 273  | 281  |
|               | 1869 | 1900 | 1921 | 1961 | 1980 | 2011 | 2016 | 2019 | 2021 | 2024 |